# E-Prix de Mónaco de 2021
El e-Prix de Mónaco de 2021 fue una carrera de monoplazas eléctricos del Campeonato Mundial de Fórmula E de la FIA que transcurrió el 8 de mayo de 2021 en el circuito de Mónaco, en Montecarlo. Fue la primera carrera en el diseño original. El ganador de la carrera fue Antonio Félix da Costa, seguido por Robin Frijns y Mitch Evans.

## Carrera

### Entrenamientos libres

#### Libres 1

##### Resultados[2]
| Pos. | N.º | Piloto                 | Escudería                        | Mejor Tiempo |
| ---- | --- | ---------------------- | -------------------------------- | ------------ |
| 1    | 10  | Sam Bird               | Jaguar Racing                    | 1:32.220     |
| 2    | 20  | Mitch Evans            | Jaguar Racing                    | 1:32.253     |
| 3    | 4   | Robin Frijns           | Envision Virgin Racing           | 1:32.360     |
| 4    | 13  | António Félix da Costa | DS Techeetah                     | 1:32.576     |
| 5    | 99  | Pascal Wehrlein        | TAG Heuer Porsche Formula E Team | 1:32.626     |

#### Libres 2

##### Resultados
| Pos. | N.º | Piloto                 | Escudería                        | Mejor Tiempo |
| ---- | --- | ---------------------- | -------------------------------- | ------------ |
| 1    | 20  | Mitch Evans            | Jaguar Racing                    | 1:31.118     |
| 2    | 10  | Sam Bird               | Jaguar Racing                    | 1:31.303     |
| 3    | 13  | António Félix da Costa | DS Techeetah                     | 1:31.359     |
| 4    | 36  | André Lotterer         | TAG Heuer Porsche Formula E Team | 1:31.471     |
| 5    | 22  | Oliver Rowland         | Nissan e.dams                    | 1:31.554     |

### Clasificación

#### Resultados[3][4]
| Pos. | N.º | Piloto                 | Escudería                        | GS         | SP         | Parrilla |
| ---- | --- | ---------------------- | -------------------------------- | ---------- | ---------- | -------- |
| 1    | 13  | António Félix da Costa | DS Techeetah                     | 1.31.832   | 1:31.317   | 1        |
| 2    | 4   | Robin Frijns           | Envision Virgin Racing           | 1:31.638   | 1:31.329   | 2        |
| 3    | 20  | Mitch Evans            | Jaguar Racing                    | 1:31.772   | 1:31.368   | 3        |
| 4    | 25  | Jean-Éric Vergne       | DS Techeetah                     | 1:31.839   | 1:31.376   | 4        |
| 5    | 28  | Maximilian Günther     | BMW i Andretti Motorsport        | 1:31.817   | 1:32.039   | 5        |
| 6    | 22  | Oliver Rowland         | Nissan e.dams                    | 1:31.850   | Sin tiempo | 6        |
| 7    | 37  | Nick Cassidy           | Envision Virgin Racing           | 1:31.853   |            | 7        |
| 8    | 99  | Pascal Wehrlein        | TAG Heuer Porsche Formula E Team | 1:31.900   |            | 8        |
| 9    | 94  | Alex Lynn              | Mahindra Racing                  | 1:31.952   |            | 9        |
| 10   | 71  | Norman Nato            | ROKIT Venturi Racing             | 1:31.964   |            | 10       |
| 11   | 33  | René Rast              | Audi Sport ABT Schaeffler        | 1.32.125   |            | 11       |
| 12   | 29  | Alexander Sims         | Mahindra Racing                  | 1.32.146   |            | 12       |
| 13   | 23  | Sébastien Buemi        | Nissan e.dams                    | 1:32.209   |            | 13       |
| 14   | 27  | Jake Dennis            | BMW i Andretti Motorsport        | 1:32.247   |            | 14       |
| 15   | 5   | Stoffel Vandoorne      | Mercedes EQ Formula E Team       | 1:32.277   |            | 15       |
| 16   | 10  | Sam Bird               | Jaguar Racing                    | 1:32.281   |            | 16       |
| 17   | 11  | Lucas di Grassi        | Audi Sport ABT Schaeffler        | 1:32.303   |            | 17       |
| 18   | 48  | Edoardo Mortara        | ROKIT Venturi Racing             | 1:32.329   |            | 18       |
| 19   | 36  | André Lotterer         | TAG Heuer Porsche Formula E Team | 1:32.339   |            | 19       |
| 20   | 6   | Nico Müller            | Dragon/Penske Autosport          | 1:32.344   |            | 20       |
| 21   | 88  | Tom Blomqvist          | NIO 333 Formula E Team           | 1:32.630   |            | 21       |
| 22   | 8   | Oliver Turvey          | NIO 333 Formula E Team           | 1:32.631   |            | 22       |
| 23   | 17  | Nyck de Vries          | Mercedes EQ Formula E Team       | 1:33.070   |            | 23       |
| 24   | 7   | Sérgio Sette Câmara    | Dragon/Penske Autosport          | Sin tiempo |            | 24       |

### Carrera

#### Resultados[5]
| Pos. | N.º | Piloto                 | Escudería                        | Vueltas | Tiempo/Retirado | Parrilla | Puntos |
| ---- | --- | ---------------------- | -------------------------------- | ------- | --------------- | -------- | ------ |
| 1    | 13  | António Félix da Costa | DS Techeetah                     | 26      | 47:20.697       | 1        | 25+3   |
| 2    | 4   | Robin Frijns           | Envision Virgin Racing           | 26      | +2.848          | 2        | 18+1   |
| 3    | 20  | Mitch Evans            | Jaguar Racing                    | 26      | +2.872          | 3        | 15     |
| 4    | 25  | Jean-Éric Vergne       | DS Techeetah                     | 26      | +3.120          | 4        | 12+1   |
| 5    | 28  | Maximilian Günther     | BMW i Andretti Motorsport        | 26      | +3.270          | 5        | 10     |
| 6    | 22  | Oliver Rowland         | Nissan e.dams                    | 26      | +3.865          | 6        | 8      |
| 7    | 10  | Sam Bird               | Jaguar Racing                    | 26      | +4.150          | 16       | 6      |
| 8    | 37  | Nick Cassidy           | Envision Virgin Racing           | 26      | +4.752          | 7        | 4      |
| 9    | 94  | Alex Lynn              | Mahindra Racing                  | 26      | +5.759          | 9        | 2      |
| 10   | 11  | Lucas di Grassi        | Audi Sport ABT Schaeffler        | 26      | +6.225          | 17       | 1      |
| 11   | 23  | Sébastien Buemi        | Nissan e.dams                    | 26      | +6.567          | 13       |        |
| 12   | 48  | Edoardo Mortara        | ROKIT Venturi Racing             | 26      | +7.097          | 18       |        |
| 13   | 71  | Norman Nato            | ROKIT Venturi Racing             | 26      | +8.507          | 12       |        |
| 14   | 88  | Tom Blomqvist          | NIO 333 Formula E Team           | 26      | +9.240          | 21       |        |
| 15   | 7   | Sérgio Sette Câmara    | Dragon/Penske Autosport          | 26      | +9.499          | 23       |        |
| 16   | 27  | Jake Dennis            | BMW i Andretti Motorsport        | 26      | +9.822          | 14       |        |
| 17   | 36  | André Lotterer         | TAG Heuer Porsche Formula E Team | 26      | +10.503         | 19       |        |
| 18   | 6   | Nico Müller            | Dragon/Penske Autosport          | 26      | +11.450         | 20       |        |
| 19   | 8   | Oliver Turvey          | NIO 333 Formula E Team           | 26      | +12.067         | 22       |        |
| Ret  | 17  | Nyck de Vries          | Mercedes EQ Formula E Team       | 24      | Eléctricos      | 24       |        |
| Ret  | 99  | Pascal Wehrlein        | TAG Heuer Porsche Formula E Team | 22      | Eléctricos      | 8        |        |
| Ret  | 5   | Stoffel Vandoorne      | Mercedes EQ Formula E Team       | 22      | Eléctricos      | 15       |        |
| Ret  | 33  | René Rast              | Audi Sport ABT Schaeffler        | 19      | Eléctricos      | 10       |        |
| Ret  | 29  | Alexander Sims         | Mahindra Racing                  | 0       | Accidente       | 11       |        |

## Clasificaciones tras la ronda
| Pos. | Piloto                 | Puntos | Cambios       |
| ---- | ---------------------- | ------ | ------------- |
| 1    | Robin Frijns           | 62     | Crecimiento   |
| 2    | Nyck de Vries          | 57     | Decrecimiento |
| 3    | Mitch Evans            | 54     | Crecimiento   |
| 4    | António Félix da Costa | 52     | Crecimiento   |
| 5    | Sam Bird               | 49     | Decrecimiento |

| Pos. | Equipo                     | Puntos | Cambios       |
| ---- | -------------------------- | ------ | ------------- |
| 1    | Mercedes-EQ Formula E Team | 105    | Sin cambios   |
| 2    | Jaguar Racing              | 103    | Sin cambios   |
| 3    | DS Techeetah               | 98     | Crecimiento   |
| 4    | Envision Virgin Racing     | 81     | Decrecimiento |
| 5    | BMW i Andretti Motorsport  | 55     | Crecimiento   |